# 교향곡 5번 (차이콥스키)
《교향곡 5번 마단조, 작품 번호 64》는 표트르 일리치 차이콥스키가 1888년 5월부터 8월 사이에 작곡한 교향곡이다. 같은 해 11월 6일 상트페테르부르크에서 그의 지휘로 초연되었다. 이 곡은 스승인 테오도르 아베-랄레멘트(Theodor Avé-Lallemant)에게 헌정되었다.

## 구성
연주 시간은 약 46분 정도이며, 다음과 같이 네 악장으로 구성되어 있다.

I. 안단테 - 알레그로 콘 아니마 (마단조) (Andante — Allegro con anima)

II. 안단테 칸타빌레, 콘 알쿠나 리첸차 (라장조) (Andante cantabile, con alcuna licenza)

III. 발세: 알레그로 모데라토 (가장조) (Valse: Allegro moderato)

IV. 피날레: 안단테 마에스토조 - 알레그로 비바체 - 몰토 메노 모소 (마장조 → 마단조 → 마장조) (Finale: Andante maestoso — Allegro vivace — Molto Meno Mosso)

교향곡 4번처럼 주제 동기를 반복해서 들려주는 순환 형식을 사용하고 있다. 1악장 서주의 주제가 4악장에서만 다시 연주되었던 교향곡 4번과 달리 교향곡 5번에서는 동일한 주제 동기가 모든 악장에서 사용된다. 1악장에서는 장송곡 느낌의 주제를 들려주나 점차 변화하여 4악장에서는 승리의 행진곡이 연주된다. 이 교향곡의 작곡을 시작하기 약 한 달 앞선 1888년 4월 15일 경, 차이콥스키는 교향곡 5번의 주제가 '신의 섭리(Providence)'라고 자신의 수첩에 남겼는데, 때문에 그가 특정 주제를 반복해서 사용했으리라 추측된다. 그는 또 1악장의 도입부에 대해 "운명, 그 알 수 없는 신의 섭리에 대한 완전한 복종"이라고 적어놓기도 했다. 주제의 느낌이 변화하는 것을 따라가 보면 교향곡 6번에서는 보여주지 않은 차이콥스키가 가진 신의 섭리에 대한 그의 낙관론적 관점을 엿볼 수 있다.

## 해석
이 곡의 전반적인 구성은 드보르자크의 교향곡 9번을 연상시킨다. 우선 e단조에서 E장조로 바뀌는 조성의 변화를 통해 드보르자크의 교향곡 9번과 같이 라틴어 문구 '역경을 헤치고 승리로(per aspera ad astra)'라는 주제를 보여주고자 한다. 각각의 악장을 살펴보면 E장조로 표현하는 승리로 가기위한 세부적인 전개를 알 수 있다. 1악장에서 승리의 결말까지 보여주지 않고 단조로 끝을 맺으며 나머지 악장들을 통해 계속 표현하고자 하는데, 이러한 방식은 드보르자크의 교향곡 9번과 유사하다.

1악장과 교향곡 전체를 놓고 보면, 조성의 변화가 비슷한 것을 알 수 있다.

1악장: i → 관계장조(D장조)의 V → i → I

교향곡 전체: i → 관계장조(D장조)의 V → IV → I

주제 동기는 4개의 악장을 연결하는 장치로 사용되었을 뿐만 아니라 '역경을 헤치고 승리로(per aspera ad astra)'라는 주제를 직접 서술해준다.

e단조 (1악장) → V⁷ (V4/2) of D장조 (2악장) →g#⁰⁷ (2악장) → a장조(3악장) →E장조 (4악장) →C장조 → e단조 → E장조

1악장

주제와 동기

제1주제

제2주제

부주제

동기

2악장

주제

주제 A1: 제1 호른

주제 A2: 바이올린

주제 B: A 클라리넷

3악장

주제

왈츠 1

왈츠 2: 제1 오보에

왈츠 3

트리오

4악장

주제

제1주제: 제1 바이올린

제2주제

부주제

## 악기편성
플루트3 (3번은 피콜로를 겸함), 오보에3, 클라리넷3, 바순3, 호른4, 트럼펫3, 트롬본3, 튜바, 팀파니, 현5부